# Mundulea pondoensis
Mundulea pondoensis là một loài thực vật có hoa trong họ Đậu. Loài này được Codd miêu tả khoa học đầu tiên.